# Carlos Vega Vega
Carlos Vega Vega (Zamora, 3 de marzo de 1992) es un deportista español que compitió en piragüismo en la modalidad de maratón.
Ganó una medalla de bronce en el Campeonato Europeo de Piragüismo en Maratón de 2013 en la categoría de C2. Además, consiguió la victoria en el Descenso Internacional del Sella de 2010 junto a Juan Antonio Abellán.

## Palmarés internacional
| Campeonato Europeo | Campeonato Europeo    | Campeonato Europeo | Campeonato Europeo |
| Año                | Lugar                 | Medalla            | Evento             |
| ------------------ | --------------------- | ------------------ | ------------------ |
| 2013               | Vila Verde (Portugal) | Medalla de bronce  | C2                 |